# Hokej na lodzie na siedząco na Zimowych Igrzyskach Paraolimpijskich 2010
Hokej na lodzie na siedząco na Zimowych Igrzyskach Paraolimpijskich 2010 odbywał się w dniach 13-20 marca.

## Obiekty
| Obiekt                | Miasto    | Funkcja           |
| UBC Thunderbird Arena | Vancouver | Zawody i treningi |

## Klasyfikacja niepełnosprawności
Zawodnicy, którzy poruszają się na wózkach inwalidzkich lub którzy nie mają możliwości grania na stojąco.

## Konkurencje
- turniej mężczyzn (8 zespołów)

## Medale
| Konkurencja      | Złoto             | Srebro  | Brąz     |
| Turniej mężczyzn | Stany Zjednoczone | Japonia | Norwegia |

## Kwalifikacje
| Impreza                         | Data                  | Miejsce         | Zespoły           |
| Gospodarz                       | Gospodarz             | Gospodarz       | Kanada            |
| Mistrzostwa Świata IPC 2009     | 5-16 marca 2009       | Ostrawa, Czechy | Stany Zjednoczone |
| Mistrzostwa Świata IPC 2009     | 5-16 marca 2009       | Ostrawa, Czechy | Norwegia          |
| Mistrzostwa Świata IPC 2009     | 5-16 marca 2009       | Ostrawa, Czechy | Japonia           |
| Mistrzostwa Świata IPC 2009     | 5-16 marca 2009       | Ostrawa, Czechy | Czechy            |
| Mistrzostwa Świata IPC 2009     | 5-16 marca 2009       | Ostrawa, Czechy | Włochy            |
| Światowy turniej kwalifikacyjny | 7 – 14 listopada 2009 | Malmö           | Szwecja           |
| Światowy turniej kwalifikacyjny | 7 – 14 listopada 2009 | Malmö           | Korea Południowa  |

## Faza grupowa

### Grupa A
| Lp. | Zespół            | M | Pkt | W | WpD | PpD | P | G + | G – | +/− |
| --- | ----------------- | - | --- | - | --- | --- | - | --- | --- | --- |
| 1   | Stany Zjednoczone | 3 | 9   | 3 | 0   | 0   | 0 | 14  | 0   | +14 |
| 2   | Japonia           | 3 | 6   | 2 | 0   | 0   | 1 | 7   | 7   | 0   |
| 3   | Czechy            | 3 | 3   | 1 | 0   | 0   | 2 | 5   | 7   | -2  |
| 4   | Korea Południowa  | 3 | 0   | 0 | 0   | 0   | 3 | 2   | 14  | -12 |

| 13 marca 2010 | Stany Zjednoczone | 5:0 | Korea Południowa | UBC Winter Sports Centre, Vancouver |

| Szczegóły      | Szczegóły | Szczegóły       | Szczegóły | Szczegóły |
| -------------- | --------- | --------------- | --------- | --------- |
| Godzina: 17:00 |           | (1:0, 2:0, 2:0) |           |           |

| 13 marca 2010 | Japonia | 2:1 | Czechy | UBC Winter Sports Centre, Vancouver |

| Szczegóły      | Szczegóły | Szczegóły       | Szczegóły | Szczegóły |
| -------------- | --------- | --------------- | --------- | --------- |
| Godzina: 20:30 |           | (0:0, 1:0, 1:1) |           |           |

| 14 marca 2010 | Czechy | 0:3 | Stany Zjednoczone | UBC Winter Sports Centre, Vancouver |

| Szczegóły      | Szczegóły | Szczegóły       | Szczegóły | Szczegóły |
| -------------- | --------- | --------------- | --------- | --------- |
| Godzina: 17:00 |           | (0:1, 0:1, 0:1) |           |           |

| 14 marca 2010 | Japonia | 5:0 | Korea Południowa | UBC Winter Sports Centre, Vancouver |

| Szczegóły      | Szczegóły | Szczegóły       | Szczegóły | Szczegóły |
| -------------- | --------- | --------------- | --------- | --------- |
| Godzina: 20:30 |           | (3:0, 0:0, 2:0) |           |           |

| 16 marca 2010 | Korea Południowa | 2:4 | Czechy | UBC Winter Sports Centre, Vancouver |

| Godzina: 10:00 |

| 16 marca 2010 | Stany Zjednoczone | 6:0 | Japonia | UBC Winter Sports Centre, Vancouver |

| Szczegóły      | Szczegóły | Szczegóły       | Szczegóły | Szczegóły |
| -------------- | --------- | --------------- | --------- | --------- |
| Godzina: 17:00 |           | (2:0, 2:0, 2:0) |           |           |

### Grupa B
| Lp. | Zespół   | M | Pkt | W | WpD | PpD | P | G + | G – | +/− |
| --- | -------- | - | --- | - | --- | --- | - | --- | --- | --- |
| 1   | Kanada   | 3 | 9   | 2 | 0   | 0   | 0 | 19  | 1   | +18 |
| 2   | Norwegia | 3 | 5   | 1 | 1   | 0   | 1 | 4   | 7   | -3  |
| 3   | Szwecja  | 3 | 4   | 1 | 0   | 1   | 1 | 3   | 12  | -9  |
| 4   | Włochy   | 3 | 0   | 0 | 0   | 0   | 3 | 1   | 7   | -6  |

| 13 marca 2010 | Kanada | 4:0 | Włochy | UBC Winter Sports Centre, Vancouver |

| Szczegóły      | Szczegóły | Szczegóły       | Szczegóły | Szczegóły |
| -------------- | --------- | --------------- | --------- | --------- |
| Godzina: 10:00 |           | (1:0, 0:0, 3:0) |           |           |

| 13 marca 2010 | Norwegia | 2:1 | Szwecja | UBC Winter Sports Centre, Vancouver |

| Szczegóły      | Szczegóły | Szczegóły                 | Szczegóły | Szczegóły |
| -------------- | --------- | ------------------------- | --------- | --------- |
| Godzina: 13:30 |           | (0:1, 0:0, 1:0, 0:0, 1:0) |           |           |

| 14 marca 2010 | Włochy | 1:2 | Norwegia | UBC Winter Sports Centre, Vancouver |

| Szczegóły      | Szczegóły | Szczegóły       | Szczegóły | Szczegóły |
| -------------- | --------- | --------------- | --------- | --------- |
| Godzina: 10:00 |           | (1:0, 0:0, 0:2) |           |           |

| 14 marca 2010 | Kanada | 10:1 | Szwecja | UBC Winter Sports Centre, Vancouver |

| Szczegóły      | Szczegóły | Szczegóły       | Szczegóły | Szczegóły |
| -------------- | --------- | --------------- | --------- | --------- |
| Godzina: 13:30 |           | (4:1, 4:0, 2:0) |           |           |

| 16 marca 2010 | Szwecja | 1:0 | Włochy | UBC Winter Sports Centre, Vancouver |

| Godzina: 13:30 |

| 16 marca 2010 | Norwegia | 0:5 | Kanada | UBC Winter Sports Centre, Vancouver |

| Szczegóły      | Szczegóły | Szczegóły       | Szczegóły | Szczegóły |
| -------------- | --------- | --------------- | --------- | --------- |
| Godzina: 20:30 |           | (0:2, 0:3, 0:0) |           |           |